# Briggs & Stratton
La Briggs & Stratton è un'azienda statunitense che produce piccoli motori. I settori di cui si occupa l'azienda sono: agricoltura, edilizia, industria, rasaerba, generatori elettrici, motofalci, motozappe e motori fuoribordo.
I motori Briggs & Stratton sono stati utilizzati anche per equipaggiare go-kart da competizione.

## Storia
L'azienda è stata fondata nel 1908 da Stephen Foster Briggs e da Harold M. Stratton.
Nel 1922, l'azienda stabilì un primato nell'industria automobilistica vendendo il "Flyer Briggs & Stratton", un veicolo per il trasporto di due persone ultra economico, al prezzo di soli 125-150 dollari USA.

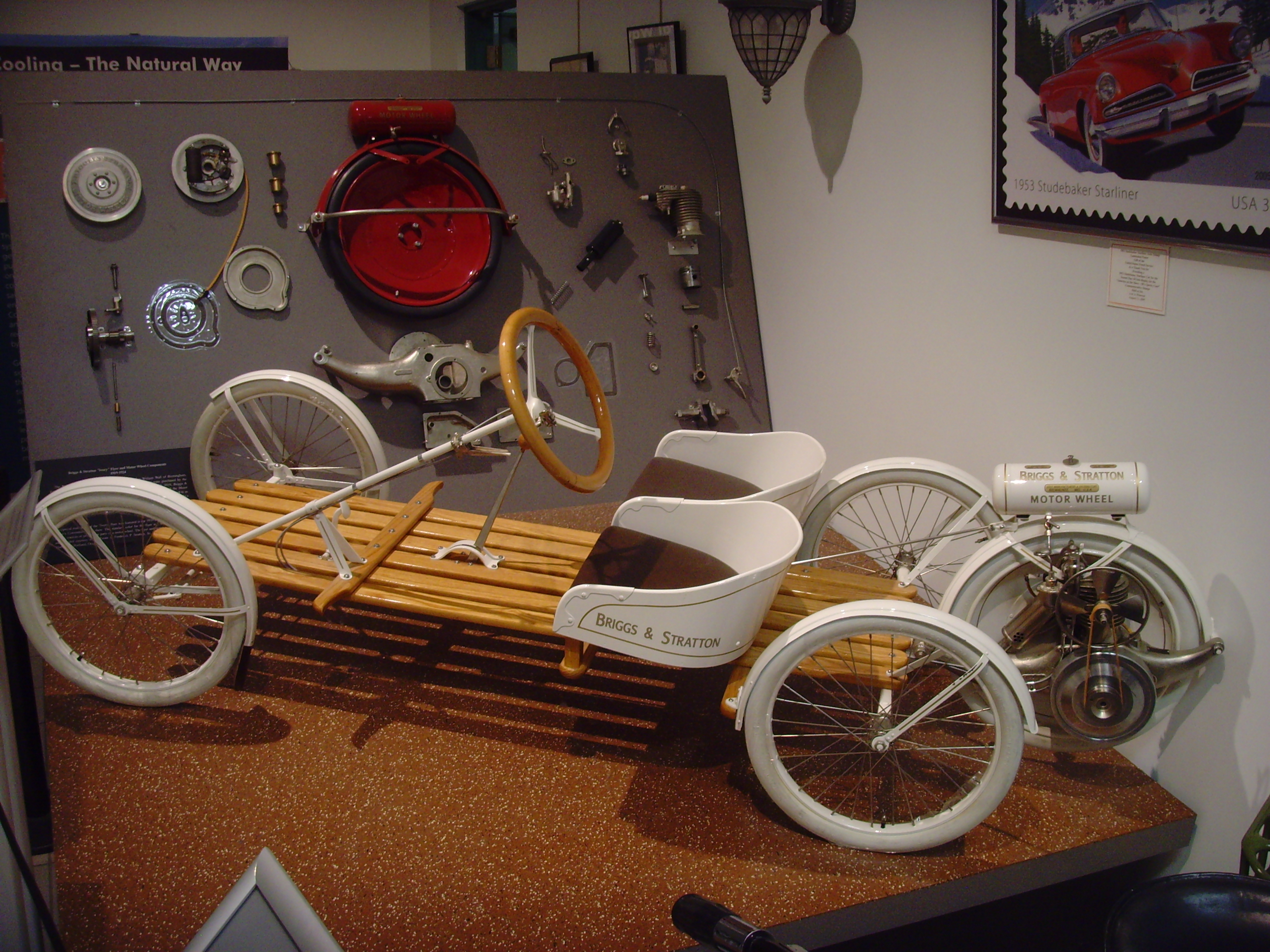
Il Briggs & Stratton Flyer (1920)

La Briggs & Stratton ha 8 stabilimenti negli Stati Uniti e 13 in Australia, Brasile, Canada, Cina, Messico e nei Paesi Bassi e produce complessivamente circa 10 milioni di motori all'anno (2014).